# 1. Bundesliga 1978-79
La Fußball-Bundesliga 1978/79 fue la 16.ª temporada de la Bundesliga, liga de fútbol de primer nivel de Alemania Federal. Comenzó el 11 de agosto de 1978 y finalizó el 9 de junio de 1979.

## Equipos participantes
| Equipo                   | Ciudad             | Estadio                  | Capacidad |
| ------------------------ | ------------------ | ------------------------ | --------- |
| Arminia Bielefeld        | Bielefeld          | Stadion Alm              | 35.000    |
| Bayern de Múnich         | Múnich             | Olympiastadion Múnich    | 80.000    |
| VfL Bochum               | Bochum             | Ruhrstadion              | 40.000    |
| Borussia Dortmund        | Dortmund           | Westfalenstadion         | 54.000    |
| Borussia Mönchengladbach | Mönchengladbach    | Bökelbergstadion         | 34.500    |
| FC Colonia               | Colonia            | Müngersdorf Stadion      | 61.000    |
| SV Darmstadt 98          | Darmstadt          | Stadion am Böllenfalltor | 30.000    |
| MSV Duisburgo            | Duisburgo          | Wedaustadion             | 38.500    |
| Eintracht Braunschweig   | Brunswick          | Eintracht-Stadion        | 38.000    |
| Eintracht Frankfurt      | Frankfurt del Main | Waldstadion              | 62.000    |
| Fortuna Düsseldorf       | Düsseldorf         | Rheinstadion             | 59.600    |
| Hamburgo SV              | Hamburgo           | Volksparkstadion         | 80.000    |
| Hertha Berlín            | Berlín             | Olympiastadion Berlín    | 100.000   |
| 1. FC Kaiserslautern     | Kaiserslautern     | Stadion Betzenberg       | 42.000    |
| 1. FC Núremberg          | Núremberg          | Städtisches Stadion      | 64.238    |
| FC Schalke 04            | Gelsenkirchen      | Parkstadion              | 70.000    |
| VfB Stuttgart            | Stuttgart          | Neckarstadion            | 72.000    |
| Werder Bremen            | Bremen             | Weserstadion             | 32.000    |

### Relevos
| Pos  | Descendidos de 1. Bundesliga |
| ---- | ---------------------------- |
| 16.º | TSV 1860 Múnich              |
| 17.º | FC Saarbrücken               |
| 18.º | FC St. Pauli                 |

| Pos       | Ascendidos de 2. Bundesliga |
| --------- | --------------------------- |
| 1.º Norte | Arminia Bielefeld           |
| 1.º Sur   | SV Darmstadt 98             |
| 2.º Sur   | 1. FC Núremberg             |

## Clasificación
| Pos. | Equipo                   | Pts. | PJ | G  | E  | P  | GF | GC | Dif. | Clasificación                                |
| ---- | ------------------------ | ---- | -- | -- | -- | -- | -- | -- | ---- | -------------------------------------------- |
| 1    | Hamburgo SV (C)          | 49   | 34 | 21 | 7  | 6  | 78 | 32 | +46  | Clasificado a la Copa de Campeones de Europa |
| 2    | VfB Stuttgart            | 48   | 34 | 20 | 8  | 6  | 73 | 34 | +39  | Clasificado a la Copa de la UEFA             |
| 3    | 1. FC Kaiserslautern     | 43   | 34 | 16 | 11 | 7  | 62 | 47 | +15  | Clasificado a la Copa de la UEFA             |
| 4    | Bayern de Múnich         | 40   | 34 | 16 | 8  | 10 | 69 | 46 | +23  | Clasificado a la Copa de la UEFA             |
| 5    | Eintracht Frankfurt      | 39   | 34 | 16 | 7  | 11 | 50 | 49 | +1   |                                              |
| 6    | FC Colonia               | 38   | 34 | 13 | 12 | 9  | 55 | 47 | +8   |                                              |
| 7    | Fortuna Düsseldorf       | 37   | 34 | 13 | 11 | 10 | 70 | 59 | +11  | Clasificado a la Recopa de Europa            |
| 8    | VfL Bochum               | 33   | 34 | 10 | 13 | 11 | 47 | 46 | +1   |                                              |
| 9    | Eintracht Braunschweig   | 33   | 34 | 10 | 13 | 11 | 50 | 55 | −5   |                                              |
| 10   | Borussia Mönchengladbach | 32   | 34 | 12 | 8  | 14 | 50 | 53 | −3   | Clasificado a la Copa de la UEFA             |
| 11   | Werder Bremen            | 31   | 34 | 10 | 11 | 13 | 48 | 60 | −12  |                                              |
| 12   | Borussia Dortmund        | 31   | 34 | 10 | 11 | 13 | 54 | 70 | −16  |                                              |
| 13   | MSV Duisburgo            | 30   | 34 | 12 | 6  | 16 | 43 | 56 | −13  |                                              |
| 14   | Hertha Berlín            | 29   | 34 | 9  | 11 | 14 | 40 | 50 | −10  |                                              |
| 15   | FC Schalke 04            | 28   | 34 | 9  | 10 | 15 | 55 | 61 | −6   |                                              |
| 16   | Arminia Bielefeld (D)    | 26   | 34 | 9  | 8  | 17 | 43 | 56 | −13  | Descenso a la 2. Bundesliga                  |
| 17   | 1. FC Núremberg (D)      | 24   | 34 | 8  | 8  | 18 | 36 | 67 | −31  | Descenso a la 2. Bundesliga                  |
| 18   | SV Darmstadt 98 (D)      | 21   | 34 | 7  | 7  | 20 | 40 | 75 | −35  | Descenso a la 2. Bundesliga                  |

 Fuente: BDFutbol
Notas:
1. ↑  El Borussia Mönchengladbach ganó la Copa de la UEFA 1978-79 y se clasificó automáticamente como campeón defensor.

| Bandera de Alemania        |
| Campeón Hamburgo 4° título |

## Resultados
| Local \ Visitante        | ARM | BAY | BOC | BOD | BOM | COL | DAR | DUI | EBR | EFR | FOR | HAM | HER | KAI | NUR | SCH | STU | WER |
| ------------------------ | --- | --- | --- | --- | --- | --- | --- | --- | --- | --- | --- | --- | --- | --- | --- | --- | --- | --- |
| Arminia Bielefeld        | —   | 0–2 | 1–2 | 4–3 | 0–2 | 1–0 | 5–0 | 1–1 | 0–0 | 2–2 | 2–0 | 0–0 | 0–0 | 0–1 | 2–0 | 3–2 | 1–1 | 1–3 |
| Bayern de Múnich         | 0–4 | —   | 2–1 | 4–0 | 3–1 | 5–1 | 1–1 | 6–2 | 3–1 | 6–1 | 1–1 | 0–1 | 1–1 | 1–0 | 4–0 | 2–1 | 1–1 | 4–0 |
| VfL Bochum               | 1–0 | 0–1 | —   | 4–1 | 0–0 | 2–5 | 1–2 | 0–0 | 0–0 | 3–0 | 2–2 | 2–1 | 1–0 | 2–2 | 2–1 | 2–2 | 1–2 | 3–0 |
| Borussia Dortmund        | 2–0 | 1–0 | 2–2 | —   | 1–1 | 00  | 0–0 | 4–1 | 3–1 | 2–2 | 3–0 | 1–3 | 3–0 | 2–3 | 2–0 | 2–0 | 4–3 | 1–0 |
| Borussia Mönchengladbach | 4–1 | 1–7 | 2–0 | 2–2 | —   | 2–0 | 3–1 | 0–2 | 1–3 | 2–3 | 1–0 | 4–3 | 0–2 | 5–1 | 3–1 | 0–0 | 0–0 | 4–0 |
| FC Colonia               | 2–1 | 1–1 | 1–1 | 5–0 | 1–1 | —   | 2–1 | 3–3 | 0–2 | 3–1 | 2–2 | 1–3 | 3–1 | 2–2 | 2–0 | 1–0 | 1–2 | 2–0 |
| SV Darmstadt 98          | 1–1 | 1–3 | 3–1 | 3–2 | 2–0 | 0–1 | —   | 2–0 | 2–0 | 1–1 | 1–6 | 1–2 | 0–0 | 2–2 | 1–3 | 1–2 | 1–7 | 3–0 |
| MSV Duisburgo            | 1–1 | 3–1 | 1–0 | 0–0 | 0–3 | 2–1 | 4–4 | —   | 0–2 | 1–0 | 1–2 | 0–2 | 3–2 | 3–1 | 1–0 | 2–1 | 3–1 | 2–0 |
| Eintracht Braunschweig   | 1–0 | 2–1 | 4–2 | 3–1 | 2–0 | 1–4 | 2–0 | 1–0 | —   | 3–1 | 3–2 | 0–0 | 2–2 | 2–2 | 2–0 | 3–1 | 1–2 | 2–1 |
| Eintracht Frankfurt      | 5–2 | 0–0 | 1–0 | 2–2 | 3–0 | 1–0 | 4–1 | 0–2 | 0–0 | —   | 1–1 | 1–0 | 0–1 | 0–0 | 3–1 | 2–1 | 2–2 | 1–1 |
| Fortuna Düsseldorf       | 3–2 | 7–1 | 1–1 | 3–1 | 3–3 | 1–1 | 4–0 | 3–0 | 4–2 | 2–2 | —   | 0–2 | 3–1 | 2–2 | 3–3 | 3–1 | 2–0 | 3–1 |
| Hamburgo SV              | 3–1 | 1–2 | 1–1 | 5–0 | 3–0 | 6–0 | 2–1 | 3–0 | 4–0 | 2–0 | 2–1 | —   | 4–1 | 3–0 | 4–1 | 4–2 | 1–1 | 2–2 |
| Hertha Berlín            | 1–2 | 1–1 | 1–1 | 4–0 | 1–0 | 0–2 | 1–0 | 1–0 | 4–1 | 2–2 | 4–1 | 1–3 | —   | 0–3 | 4–1 | 1–1 | 0–0 | 0–2 |
| 1. FC Kaiserslautern     | 3–2 | 2–1 | 1–1 | 3–1 | 1–3 | 1–1 | 2–0 | 2–1 | 2–1 | 2–1 | 3–0 | 2–1 | 3–0 | —   | 3–0 | 2–2 | 5–1 | 4–0 |
| 1. FC Núremberg          | 0–1 | 4–2 | 0–2 | 2–2 | 1–0 | 1–1 | 3–2 | 2–1 | 0–0 | 0–3 | 3–2 | 3–3 | 2–1 | 0–0 | —   | 0–2 | 1–0 | 2–2 |
| FC Schalke 04            | 4–1 | 2–1 | 1–3 | 5–1 | 1–1 | 1–1 | 4–2 | 2–1 | 4–0 | 4–4 | 1–2 | 1–3 | 1–1 | 1–1 | 0–0 | —   | 2–3 | 2–1 |
| VfB Stuttgart            | 5–1 | 2–0 | 2–0 | 1–1 | 2–0 | 1–4 | 3–0 | 2–0 | 3–1 | 3–0 | 5–0 | 1–0 | 3–0 | 3–0 | 4–0 | 4–0 | —   | 1–1 |
| Werder Bremen            | 1–0 | 1–1 | 3–3 | 4–4 | 3–1 | 1–1 | 3–0 | 3–2 | 0–2 | 3–1 | 1–1 | 1–1 | 1–1 | 3–1 | 3–1 | 3–1 | 0–2 | —   |

## Goleadores
22 goles
- Klaus Allofs (Fortuna Düsseldorf)

21 goles
- Klaus Fischer (FC Schalke 04)

18 goles
- Rüdiger Abramczik (FC Schalke 04)

17 goles
- Kevin Keegan (Hamburgo SV)
- Klaus Toppmöller (1. FC Kaiserslautern)

16 goles
- Dieter Hoeneß (VfB Stuttgart)
- Harald Nickel (Eintracht Braunschweig)

15 goles
- Manfred Burgsmüller (Borussia Dortmund)

14 goles
- Karl-Heinz Rummenigge (FC Bayern Múnich)
- Georg Volkert (VfB Stuttgart)